# DjVu
DjVu (pronunciado déjà vu) es un formato de archivo informático diseñado principalmente para almacenar imágenes escaneadas. Se caracteriza por incorporar avanzadas tecnologías tales como separación de capas de imágenes, carga progresiva, codificación aritmética y compresión con pérdida para imágenes bitonales (dos colores), permitiendo que imágenes de alta calidad se almacenen en un mínimo de espacio.
La carga (o descarga) progresiva hace al formato ideal para imágenes servidas desde Internet. DjVu ha sido promovido como una alternativa al PDF, y en la actualidad supera a este formato en la mayoría de los documentos escaneados.[cita requerida] Esto le ha llevado a ser ampliamente utilizado en la distribución de libros de matemáticas en las redes de compartición de ficheros (Emule, Bittorrent, etc.). Al igual que PDF, DjVu puede contener una capa de texto obtenida mediante un proceso de OCR (Optical Character Recognition), haciendo fácil las operaciones de copiado y pegado en otros documentos (ABBYY, Readiris, ScanSoft Omnipage).
La tecnología de DjVu fue originalmente desarrollada por Yann Le Cun, Léon Bottou, Patrick Haffner y Paul G. Howard en los laboratorios de AT&T en 1996. DjVu es un formato de fichero abierto. Las especificaciones del formato y el código fuente de la biblioteca de referencia están publicadas y se encuentran disponibles. La propiedad de los derechos para el desarrollo comercial del software de codificación ha sido transferido a distintas compañías a través de los años, incluyendo AT&T y LizardTech. Los autores originales mantienen una implementación GPL llamada DjVuLibre.
En el año 2002 el formato DjVu ha sido elegido por Internet Archive como formato en el cual su proyecto "Million Book Project" proporciona libros escaneados de dominio público de forma en línea (conjuntamente con TIFF y PDF).

## Historia
La tecnología DjVu fue desarrollada originalmente por Yann LeCun, Léon Bottou, Patrick Haffner y Paul G. Howard en los laboratorios AT&T Labs desde 1996 hasta 2001.

### Historial de versiones
La librería DjVu, distribuida como parte del paquete de código abierto DjVuLibre, se ha convertido en la implementación de referencia para el formato DjVu. DjVuLibre ha sido mantenido y actualizado por los desarrolladores originales desde 2002.
La especificación del formato de archivo DjVu ha pasado por una serie de revisiones:
| Versión DjVu | Publicación        | Notas |
| ------------ | ------------------ | --- |
| 1 - 19       | 1996–1999          | Versiones de desarrollo de AT&T labs antes de la venta del formato a LizardTech.                                                |
| Versión 20   | Abril de 1999      | DjVu versión 3. DjVu cambió de un formato uni-página a multi-página.                                                            |
| Versión 21   | Septiembre de 1999 | Formato de almacenamiento indirecto reemplazado. Añadida la capa de búsqueda de texto.                                          |
| Versión 22   | Abril de 2001      | Orientación de página, Color JB2                                                                                                |
| Versión 23   | Julio de 2002      | CID chunk |
| Versión 24   | Febrero de 2003    | LTAnno chunk |
| Versión 25   | Mayo de 2003       | NAVM chunk. Soporte para marcadores DjVu (outlines) añadido. Los cambios hechos en las versiones 23 y 24 se quedaron obsoletos. |
| Versión 26   | Abril de 2005      | Anotaciones de línea y de texto.                                                                                                |
| Versión 27   | Julio de 2006      | Soporte para "SDjVu" (secure DjVu) añadido.                                                                                     |

|          | Significado                              |
| -------- | ---------------------------------------- |
| Rojo     | Estándar antiguo, no soportado           |
| Amarillo | Estándar antiguo, pero todavía soportado |
| Verde    | Estándar actual                          |

## Comparación con PDF
La principal diferencia entre DjVu y PDF es que el primero es un formato de gráficos rasterizados, en tanto que el segundo es un formato de gráficos vectoriales. Esto implica las siguientes consecuencias:
- La resolución máxima de un archivo DjVu está prefijada (se especifica al crearlo). En cambio, un archivo PDF puede ampliarse o reducirse arbitrariamente, siempre y cuando la imagen fuente esté en formato vectorial (no lo son así las imágenes escaneadas), sin perder su calidad.
- Los caracteres de un archivo DjVu son imágenes, no emplea fuentes tipográficas. PDF sí emplea fuentes, que pueden no venir empaquetadas dentro del archivo, por lo que si no se encuentran en el sistema, se utiliza otra que sí esté disponible.

El formato PDF proporciona diferentes maneras de incluir y presentar imágenes rasterizadas, que a menudo se utilizan para crear archivos con documentos escaneados. Estos archivos tienen las mismas limitaciones que los archivos DjVu.